# Hongria a la Copa del Món de futbol
Aquest és el registre dels resultats de Hongria a la Copa del Món. Hongria no ha estat campiona, encara que ha jugat dues finals: la 1938 i la de 1954.

## Resum d'actuacions
Campions      Finalistes      Tercers      Quarts
| Historial a la Copa del Món | Historial a la Copa del Món | Historial a la Copa del Món | Historial a la Copa del Món | Historial a la Copa del Món | Historial a la Copa del Món | Historial a la Copa del Món | Historial a la Copa del Món | Historial a la Copa del Món |
| Edició                      | Ronda                       | Posició                     | PJ                          | PG                          | PE                          | PP                          | GF                          | GC                          |
| --------------------------- | --------------------------- | --------------------------- | --------------------------- | --------------------------- | --------------------------- | --------------------------- | --------------------------- | --------------------------- |
| 1930                        | No hi participà             | No hi participà             | No hi participà             | No hi participà             | No hi participà             | No hi participà             | No hi participà             | No hi participà             |
| 1934                        | Quarts de final             | 6s                          | 2                           | 1                           | 0                           | 1                           | 5                           | 4                           |
| 1938                        | Finalistes                  | 2s                          | 4                           | 3                           | 0                           | 1                           | 15                          | 5                           |
| 1950                        | No hi participà             | No hi participà             | No hi participà             | No hi participà             | No hi participà             | No hi participà             | No hi participà             | No hi participà             |
| 1954                        | Finalistes                  | 2s                          | 5                           | 4                           | 0                           | 1                           | 27                          | 10                          |
| 1958                        | Primera fase                | 10s                         | 4                           | 1                           | 1                           | 2                           | 7                           | 5                           |
| 1962                        | Quarts de final             | 5s                          | 4                           | 2                           | 1                           | 1                           | 8                           | 3                           |
| 1966                        | Quarts de final             | 6s                          | 4                           | 2                           | 0                           | 2                           | 8                           | 7                           |
| 1970                        | No es classificà            | No es classificà            | No es classificà            | No es classificà            | No es classificà            | No es classificà            | No es classificà            | No es classificà            |
| 1974                        | No es classificà            | No es classificà            | No es classificà            | No es classificà            | No es classificà            | No es classificà            | No es classificà            | No es classificà            |
| 1978                        | Primera fase                | 15s                         | 3                           | 0                           | 0                           | 3                           | 3                           | 8                           |
| 1982                        | Primera fase                | 14s                         | 3                           | 1                           | 1                           | 1                           | 12                          | 6                           |
| 1986                        | Primera fase                | 18s                         | 3                           | 1                           | 0                           | 2                           | 2                           | 9                           |
| 1990                        | No es classificà            | No es classificà            | No es classificà            | No es classificà            | No es classificà            | No es classificà            | No es classificà            | No es classificà            |
| 1994                        | No es classificà            | No es classificà            | No es classificà            | No es classificà            | No es classificà            | No es classificà            | No es classificà            | No es classificà            |
| 1998                        | No es classificà            | No es classificà            | No es classificà            | No es classificà            | No es classificà            | No es classificà            | No es classificà            | No es classificà            |
| 2002                        | No es classificà            | No es classificà            | No es classificà            | No es classificà            | No es classificà            | No es classificà            | No es classificà            | No es classificà            |
| 2006                        | No es classificà            | No es classificà            | No es classificà            | No es classificà            | No es classificà            | No es classificà            | No es classificà            | No es classificà            |
| 2010                        | No es classificà            | No es classificà            | No es classificà            | No es classificà            | No es classificà            | No es classificà            | No es classificà            | No es classificà            |
| 2014                        | No es classificà            | No es classificà            | No es classificà            | No es classificà            | No es classificà            | No es classificà            | No es classificà            | No es classificà            |
| 2018                        | No es classificà            | No es classificà            | No es classificà            | No es classificà            | No es classificà            | No es classificà            | No es classificà            | No es classificà            |
| 2022                        | No es classificà            | No es classificà            | No es classificà            | No es classificà            | No es classificà            | No es classificà            | No es classificà            | No es classificà            |
| 2026                        | Pendent                     | Pendent                     | Pendent                     | Pendent                     | Pendent                     | Pendent                     | Pendent                     | Pendent                     |
| 2030                        | Pendent                     | Pendent                     | Pendent                     | Pendent                     | Pendent                     | Pendent                     | Pendent                     | Pendent                     |
| 2034                        | Pendent                     | Pendent                     | Pendent                     | Pendent                     | Pendent                     | Pendent                     | Pendent                     | Pendent                     |
| Total                       | Finalistes                  | Finalistes                  | 32                          | 15                          | 3                           | 14                          | 87                          | 57                          |

## Itàlia 1934

### Vuitens de final
| Hongria                                  | 4–2     | Egipte         |
| ---------------------------------------- | ------- | -------------- |
| Teleki 11' · Toldi 27', 61' · Vincze 53' | Informe | Fawzi 31', 39' |

### Quarts de final
| Àustria                  | 2–1     | Hongria         |
| ------------------------ | ------- | --------------- |
| Horvath 8' · Zischek 51' | Informe | Sárosi 60' (p.) |

## França 1938

### Vuitens de final
| Hongria                                                       | 6–0     | Índies Orientals Neerlandeses |
| ------------------------------------------------------------- | ------- | ----------------------------- |
| Kohut 13' · Toldi 15' · Sárosi 28', 89' · Zsengellér 35', 76' | Informe |                               |

### Quarts de final
| Suïssa | 0–2    | Hongria                     |
| ------ | ------ | --------------------------- |
|        | Report | Sárosi 40' · Zsengellér 89' |

### Semifinals
| Hongria                                                              | 5–1    | Suècia    |
| -------------------------------------------------------------------- | ------ | --------- |
| Jacobsson 19' (p.p.) · Titkos 37' · Zsengellér 39', 85' · Sárosi 65' | Report | Nyberg 1' |

### Final
| Itàlia                            | 4–2    | Hongria                |
| --------------------------------- | ------ | ---------------------- |
| Colaussi 6', 35' · Piola 16', 82' | Report | Titkos 8' · Sárosi 70' |

## Suïssa 1954

### Primera fase: Grup 2
| Pos | Equip               | PJ | PG | PE | PP | GF | GC | DG  | Pts | Classificació                         |
| --- | ------------------- | -- | -- | -- | -- | -- | -- | --- | --- | ------------------------------------- |
| 1   | Hongria             | 2  | 2  | 0  | 0  | 17 | 3  | +14 | 4   | Avança a la segona fase               |
| 2   | Alemanya Occidental | 2  | 1  | 0  | 1  | 7  | 9  | −2  | 2   | Van disputar un partit pel segon lloc |
| 3   | Turquia             | 2  | 1  | 0  | 1  | 8  | 4  | +4  | 2   | Van disputar un partit pel segon lloc |
| 4   | Corea del Sud       | 2  | 0  | 0  | 2  | 0  | 16 | −16 | 0   |                                       |

| Hongria                                                                             | 9–0     | Corea del Sud |
| ----------------------------------------------------------------------------------- | ------- | ------------- |
| Puskás 12', 89' · Lantos 18' · Kocsis 24', 36', 50' · Czibor 59' · Palotás 75', 83' | Informe |               |

| Hongria                                                                  | 8–3     | Alemanya Occidental                 |
| ------------------------------------------------------------------------ | ------- | ----------------------------------- |
| Kocsis 3', 21', 69', 78' · Puskás 17' · Hidegkuti 52', 54' · J. Tóth 75' | Informe | Pfaff 25' · Rahn 77' · Herrmann 84' |

### Segona fase

#### Quarts de final
| Hongria                                         | 4–2     | Brasil                               |
| ----------------------------------------------- | ------- | ------------------------------------ |
| Hidegkuti 4' · Kocsis 7', 88' · Lantos 60' (p.) | Informe | Djalma Santos 18' (p.) · Julinho 65' |

#### Semifinals
| Hongria                                        | 4–2 (pr.) | Uruguai          |
| ---------------------------------------------- | --------- | ---------------- |
| Czibor 13' · Hidegkuti 46' · Kocsis 111', 116' | Informe   | Hohberg 75', 86' |

#### Final
| Alemanya Occidental         | 3–2     | Hongria               |
| --------------------------- | ------- | --------------------- |
| Morlock 10' · Rahn 18', 84' | Informe | Puskás 6' · Czibor 8' |

## Suècia 1958

### Primera fase: Grup 3
| Pos | Equip   | PJ | PG | PE | PP | GF | GC | GR    | Pts | Classificació                      |
| --- | ------- | -- | -- | -- | -- | -- | -- | ----- | --- | ---------------------------------- |
| 1   | Suècia  | 3  | 2  | 1  | 0  | 5  | 1  | 5,000 | 5   | Avança a la segona fase            |
| 2   | Hongria | 3  | 1  | 1  | 1  | 6  | 3  | 2,000 | 3   | Van disputar un partit de desempat |
| 3   | Gal·les | 3  | 0  | 3  | 0  | 2  | 2  | 1,000 | 3   | Van disputar un partit de desempat |
| 4   | Mèxic   | 3  | 0  | 1  | 2  | 1  | 8  | 0,125 | 1   |                                    |

| Hongria   | 1–1     | Gal·les        |
| --------- | ------- | -------------- |
| Bozsik 5' | Informe | J. Charles 27' |

| Suècia          | 2–1     | Hongria   |
| --------------- | ------- | --------- |
| Hamrin 34', 55' | Informe | Tichy 77' |

| Hongria                                    | 4–0     | Mèxic |
| ------------------------------------------ | ------- | ----- |
| Tichy 19', 46' · Sándor 54' · Bencsics 69' | Informe |       |

Partit pel segon lloc:
| Gal·les                       | 2–1     | Hongria   |
| ----------------------------- | ------- | --------- |
| I. Allchurch 55' · Medwin 76' | Informe | Tichy 33' |

## Xile 1962

### Primera fase: Grup 4
| Pos | Equip      | PJ | PG | PE | PP | GF | GC | GR    | Pts | Classificació           |
| --- | ---------- | -- | -- | -- | -- | -- | -- | ----- | --- | ----------------------- |
| 1   | Hongria    | 3  | 2  | 1  | 0  | 8  | 2  | 4,000 | 5   | Avança a la segona fase |
| 2   | Anglaterra | 3  | 1  | 1  | 1  | 4  | 3  | 1,333 | 3   | Avança a la segona fase |
| 3   | Argentina  | 3  | 1  | 1  | 1  | 2  | 3  | 0,667 | 3   |                         |
| 4   | Bulgària   | 3  | 0  | 1  | 2  | 1  | 7  | 0,143 | 1   |                         |

| Hongria                | 2–1     | Anglaterra       |
| ---------------------- | ------- | ---------------- |
| Tichy 17' · Albert 71' | Informe | Flowers 60' (p.) |

| Hongria                                           | 6–1     | Bulgària    |
| ------------------------------------------------- | ------- | ----------- |
| Albert 1', 6', 53' · Tichy 8', 70' · Solymosi 12' | Informe | Sokolov 64' |

| Hongria | 0–0     | Argentina |
| ------- | ------- | --------- |
|         | Informe |           |

### Segona fase

#### Quarts de final
| Txecoslovàquia | 1–0     | Hongria |
| -------------- | ------- | ------- |
| Scherer 13'    | Informe |         |

## Anglaterra 1966

### Primera fase: Grup 3
| Pos | Equip    | PJ | PG | PE | PP | GF | GC | GR    | Pts | Classificació           |
| --- | -------- | -- | -- | -- | -- | -- | -- | ----- | --- | ----------------------- |
| 1   | Portugal | 3  | 3  | 0  | 0  | 9  | 2  | 4,500 | 6   | Avança a la segona fase |
| 2   | Hongria  | 3  | 2  | 0  | 1  | 7  | 5  | 1,400 | 4   | Avança a la segona fase |
| 3   | Brasil   | 3  | 1  | 0  | 2  | 4  | 6  | 0,667 | 2   |                         |
| 4   | Bulgària | 3  | 0  | 0  | 3  | 1  | 8  | 0,125 | 0   |                         |

| Portugal                          | 3–1     | Hongria  |
| --------------------------------- | ------- | -------- |
| José Augusto 1', 67' · Torres 90' | Informe | Bene 60' |

| Hongria                                 | 3–1     | Brasil     |
| --------------------------------------- | ------- | ---------- |
| Bene 2' · Farkas 64' · Mészöly 73' (p.) | Informe | Tostão 14' |

| Hongria                                     | 3–1     | Bulgària      |
| ------------------------------------------- | ------- | ------------- |
| Davidov 43' (p.p.) · Mészöly 45' · Bene 54' | Informe | Asparuhov 15' |

### Segona fase

#### Quarts de final
| Unió Soviètica              | 2–1     | Hongria  |
| --------------------------- | ------- | -------- |
| Chislenko 5' · Porkuyan 46' | Informe | Bene 57' |

## Argentina 1978

### Primera fase: Grup 1
| Pos | Equip     | PJ | PG | PE | PP | GF | GC | DG | Pts | Classificació           |
| --- | --------- | -- | -- | -- | -- | -- | -- | -- | --- | ----------------------- |
| 1   | Itàlia    | 3  | 3  | 0  | 0  | 6  | 2  | +4 | 6   | Avança a la segona fase |
| 2   | Argentina | 3  | 2  | 0  | 1  | 4  | 3  | +1 | 4   | Avança a la segona fase |
| 3   | França    | 3  | 1  | 0  | 2  | 5  | 5  | 0  | 2   |                         |
| 4   | Hongria   | 3  | 0  | 0  | 3  | 3  | 8  | −5 | 0   |                         |

| Equip 1                 | 2–1     | Equip2   |
| ----------------------- | ------- | -------- |
| Luque 14' · Bertoni 83' | Informe | Csapó 9' |

| Equip 1                               | 3–1     | Equip2           |
| ------------------------------------- | ------- | ---------------- |
| Rossi 34' · Bettega 35' · Benetti 61' | Informe | A. Tóth 81' (p.) |

| Equip 1                                 | 3–1     | Equip2      |
| --------------------------------------- | ------- | ----------- |
| Lopez 23' · Berdoll 38' · Rocheteau 42' | Informe | Zombori 41' |

## Espanya 1982

### Primera fase: Grup 3
| Pos | Equip       | PJ | PG | PE | PP | GF | GC | DG  | Pts | Classificació           |
| --- | ----------- | -- | -- | -- | -- | -- | -- | --- | --- | ----------------------- |
| 1   | Bèlgica     | 3  | 2  | 1  | 0  | 3  | 1  | +2  | 5   | Avança a la segona fase |
| 2   | Argentina   | 3  | 2  | 0  | 1  | 6  | 2  | +4  | 4   | Avança a la segona fase |
| 3   | Hongria     | 3  | 1  | 1  | 1  | 12 | 6  | +6  | 3   |                         |
| 4   | El Salvador | 3  | 0  | 0  | 3  | 1  | 13 | −12 | 0   |                         |

| Hongria                                                                                            | 10–1    | El Salvador        |
| -------------------------------------------------------------------------------------------------- | ------- | ------------------ |
| Nyilasi 4', 83' · Pölöskei 11' · Fazekas 23', 54' · Tóth 50' · L. Kiss 69', 72', 76' · Szentes 70' | Informe | Ramírez Zapata 64' |

| Argentina                                     | 4–1     | Hongria      |
| --------------------------------------------- | ------- | ------------ |
| Bertoni 26' · Maradona 28', 57' · Ardiles 60' | Informe | Pölöskei 76' |

| Bèlgica           | 1–1     | Hongria   |
| ----------------- | ------- | --------- |
| Czerniatynski 76' | Informe | Varga 27' |

## Mèxic 1986

### Primera fase: Grup C
| Pos | Equip          | PJ | PG | PE | PP | GF | GC | DG | Pts | Classificació                      |
| --- | -------------- | -- | -- | -- | -- | -- | -- | -- | --- | ---------------------------------- |
| 1   | Unió Soviètica | 3  | 2  | 1  | 0  | 9  | 1  | +8 | 5   | Avança a la fase final             |
| 2   | França         | 3  | 2  | 1  | 0  | 5  | 1  | +4 | 5   | Avança a la fase final             |
| 3   | Hongria        | 3  | 1  | 0  | 2  | 2  | 9  | −7 | 2   | Opta a una plaça per la fase final |
| 4   | Canadà         | 3  | 0  | 0  | 3  | 0  | 5  | −5 | 0   |                                    |

| Unió Soviètica                                                                                   | 6–0     | Hongria |
| ------------------------------------------------------------------------------------------------ | ------- | ------- |
| Yakovenko 2' · Aleinikov 4' · Belànov 24' (p.) · Yaremchuk 66' · Dajka 73' (p.p.) · Rodionov 80' | Informe |         |

| Hongria                   | 2–0     | Canadà |
| ------------------------- | ------- | ------ |
| Esterházy 2' · Détári 75' | Informe |        |

| Hongria | 0–3     | França                                   |
| ------- | ------- | ---------------------------------------- |
|         | Informe | Stopyra 29' · Tigana 62' · Rocheteau 84' |

#### Tria dels millors tercers
| Pos | Equip            | PJ | PG | PE | PP | GF | GC | DG | Pts | Classificació          |
| --- | ---------------- | -- | -- | -- | -- | -- | -- | -- | --- | ---------------------- |
| 1   | Bèlgica          | 3  | 1  | 1  | 1  | 5  | 5  | 0  | 3   | Avança a la fase final |
| 2   | Polònia          | 3  | 1  | 1  | 1  | 1  | 3  | −2 | 3   | Avança a la fase final |
| 3   | Bulgària         | 3  | 0  | 2  | 1  | 2  | 4  | −2 | 2   | Avança a la fase final |
| 4   | Uruguai          | 3  | 0  | 2  | 1  | 2  | 7  | −5 | 2   | Avança a la fase final |
| 5   | Hongria          | 3  | 1  | 0  | 2  | 2  | 9  | −7 | 2   |                        |
| 6   | Irlanda del Nord | 3  | 0  | 1  | 2  | 2  | 6  | −4 | 1   |                        |